# Штандфест, Йоахим
Йоахи́м Шта́ндфест (нем. Joachim Standfest; род. 30 мая 1980[…], Леобен, Штирия) — австрийский футболист, защитник и полузащитник; тренер. Участник чемпионата Европы 2008 в составе сборной Австрии.

## Карьера

### Клубная
Воспитанник футбольных школ клубов «Радмер», «Айзенерц» и «Роттенманн». Профессиональную карьеру начал в 1998 году в клубе ГАК, за который выступал до 2006 года, сыграв за это время 195 матчей, забив 12 мячей, выиграв вместе с клубом один раз чемпионат Австрии, трижды Кубок Австрии, дважды Суперкубок Австрии и поучаствовав в квалификационном раунде Лиги чемпионов УЕФА. С 2007 по 2010 год играл за венскую «Аустрию», в составе которой в том же году стал обладателем Кубка Австрии и участвовал в групповом турнире Кубка УЕФА. Летом 2010 года стал игроком «Штурма». Два года спустя перешёл в покинувший Бундеслигу «Капфенберг».

### В сборной
В составе главной национальной сборной Австрии дебютировал 11 октября 2003 года в матче против сборной Чехии. Участник чемпионата Европы 2008 года.

## Достижения
- Чемпион Австрии (2): 2003/04, 2010/11
- Обладатель Кубка Австрии (5): 1999/2000, 2001/02, 2003/04, 2006/07, 2008/09
- Обладатель Суперкубка Австрии (2): 2000, 2002